# Đạo luật bảo vệ quyền riêng tư của trẻ em trên mạng
Children's Online Privacy Protection Act năm 1998 (gọi tắt là COPPA) là một đạo luật liên bang Hoa Kỳ, đặt tại 15 U.S.C. § 6501–6506 (Pub.L. 105-277, 112 Stat. 2581-728, ban hành ngày 21 tháng 10 năm 1998).
Đạo luật này, có hiệu lực từ ngày 21 tháng 4 năm 2000, áp dụng cho việc thu thập trực tuyến các thông tin cá nhân từ trẻ em dưới 9 tuổi bởi những người hoặc các đơn vị thuộc thẩm quyền của Hoa Kỳ. Nó vạch ra chi tiết những gì một nhà điều hành trang web phải bao gồm trong chính sách bảo mật, khi nào và làm thế nào để được sự chấp thuận kiểm chứng từ cha mẹ hoặc người giám hộ, và trách nhiệm một nhà điều hành để bảo vệ sự riêng tư và an toàn của trẻ em trực tuyến bao gồm hạn chế về tiếp thị cho những người dưới 9 tuổi. Trong khi trẻ em dưới 9 tuổi hợp pháp có thể đưa ra thông tin cá nhân với sự cho phép của cha mẹ, nhiều trang web hoàn toàn không cho phép trẻ em tuổi vị thành niên sử dụng dịch vụ của họ vì số lượng giấy tờ liên quan.

## Những vi phạm
Theo FTC, các tòa án có thể phạt những người vi phạm COPPA lên đến 43.280 đô la tiền phạt dân sự cho mỗi vi phạm.  FTC đã đưa ra một số hành động chống lại các nhà điều hành trang web vì không tuân thủ các yêu cầu của COPPA, bao gồm các hành động chống lại Google, TikTok, Girls 'Life, American Pop Corn Company, Lisa Frank, Inc., Bà Fields Cookies, và Công ty Hershey.
Vào tháng 2 năm 2004, UMG Recordings, Inc. đã bị phạt 400.000 đô la Mỹ vì vi phạm COPPA liên quan đến một trang web quảng bá rapper lúc đó 13 tuổi Lil 'Romeo và tổ chức các trò chơi và hoạt động hướng đến trẻ em, và Bonzi Software, đã cung cấp tải xuống một nhân vật hoạt hình "BonziBuddy" cung cấp lời khuyên mua sắm, trò đùa và câu đố đã bị phạt 75.000 đô la vì vi phạm COPPA. [20] Tương tự, chủ sở hữu của trang web Xanga đã bị phạt 1.000.000 đô la Mỹ vào năm 2006 vì vi phạm COPPA liên tục cho phép trẻ em dưới 13 tuổi đăng ký dịch vụ mà không được sự đồng ý của cha mẹ. [21]
Vào năm 2016, mạng quảng cáo di động inMobi đã bị phạt 950.000 đô la Mỹ vì theo dõi vị trí địa lý của tất cả người dùng (bao gồm cả những người dưới 13 tuổi) mà họ không hề hay biết. Phần mềm quảng cáo liên tục theo dõi vị trí của người dùng bất chấp các tùy chọn bảo mật trên thiết bị di động. [22] Các trang web khác hướng đến trẻ em và bị phạt do COPPA bao gồm Imbee (2008), Kidswirl (2011) và Skid-e-Kids (2011).
Vào tháng 2 năm 2019, FTC đã phạt ByteDance 5,7 triệu đô la vì không tuân thủ COPPA với ứng dụng TikTok của họ. ByteDance đã đồng ý trả khoản tiền phạt COPPA lớn nhất kể từ khi dự luật ban hành và thêm chế độ chỉ dành cho trẻ em vào ứng dụng TikTok.
Ba ứng dụng hẹn hò của Wildec đã bị Apple và Google rút khỏi các cửa hàng ứng dụng tương ứng của họ, sau khi FTC xác định rằng các ứng dụng hẹn hò cho phép người dùng dưới 13 tuổi đăng ký, Wildec biết rằng có một số lượng lớn người dùng vị thành niên và điều này cho phép liên hệ không phù hợp với trẻ vị thành niên.
Vào ngày 4 tháng 9 năm 2019, FTC đã phạt YouTube 170 triệu đô la vì vi phạm COPPA, bao gồm theo dõi lịch sử xem của trẻ vị thành niên để tạo điều kiện cho quảng cáo được nhắm mục tiêu. Do đó, YouTube đã thông báo rằng như một phần của thỏa thuận, vào năm 2020, họ sẽ yêu cầu các nhà điều hành kênh đánh dấu các video là "hướng đến trẻ em" và sẽ sử dụng máy học để tự động đánh dấu những video đó là "hướng đến trẻ em" nếu chưa được đánh dấu.

## Tuân thủ
Vào tháng 12 năm 2012, Ủy ban Thương mại Liên bang đã ban hành các bản sửa đổi có hiệu lực từ ngày 1 tháng 7 năm 2013, trong đó tạo ra các yêu cầu về sự đồng ý và thông báo bổ sung của phụ huynh, sửa đổi định nghĩa và bổ sung các nghĩa vụ khác đối với các tổ chức (1) vận hành một trang web hoặc dịch vụ trực tuyến "hướng đến trẻ em "dưới 13 tuổi và thu thập" thông tin cá nhân "từ người dùng hoặc (2) cố ý thu thập thông tin cá nhân từ những người dưới 13 tuổi thông qua một trang web hoặc dịch vụ trực tuyến. Sau ngày 1 tháng 7 năm 2013, các nhà khai thác phải:
- Đăng chính sách bảo mật trực tuyến rõ ràng và toàn diện mô tả các thực hành thông tin của họ đối với thông tin cá nhân được thu thập trực tuyến từ những người dưới 13 tuổi;
- Thực hiện những nỗ lực hợp lý (có tính đến công nghệ sẵn có) để cung cấp thông báo trực tiếp cho phụ huynh về các hoạt động của nhà điều hành liên quan đến việc thu thập, sử dụng hoặc tiết lộ thông tin cá nhân từ những người dưới 13 tuổi, bao gồm thông báo về bất kỳ thay đổi quan trọng nào đối với các hoạt động đó cha mẹ đã đồng ý trước đó;
- Có được sự đồng ý có thể xác minh của cha mẹ, với một số ngoại lệ hạn chế, trước khi thu thập, sử dụng và / hoặc tiết lộ thông tin cá nhân từ những người dưới 13 tuổi;
- Cung cấp một phương tiện hợp lý để cha mẹ xem xét thông tin cá nhân được thu thập từ con họ và từ chối cho phép sử dụng hoặc duy trì thêm thông tin đó;
- Thiết lập và duy trì các thủ tục hợp lý để bảo vệ tính bí mật, an ninh và toàn vẹn của thông tin cá nhân được thu thập từ trẻ em dưới 13 tuổi, bao gồm bằng cách thực hiện các bước hợp lý để chỉ tiết lộ / tiết lộ thông tin cá nhân đó cho các bên có khả năng duy trì tính bảo mật và an toàn của nó; và
- Lưu giữ thông tin cá nhân được thu thập trực tuyến từ một đứa trẻ chỉ miễn là cần thiết để thực hiện mục đích mà nó đã được thu thập và xóa thông tin bằng các biện pháp hợp lý để bảo vệ chống lại việc truy cập hoặc sử dụng trái phép.
- Các nhà điều hành bị cấm điều chỉnh sự tham gia của trẻ vào một hoạt động trực tuyến mà trẻ cung cấp nhiều thông tin hơn mức cần thiết một cách hợp lý để tham gia vào hoạt động đó.[1]

Theo thông báo do Ủy ban Thương mại Liên bang đưa ra, một nhà điều hành có kiến thức thực tế về tuổi của người dùng nếu trang web hoặc dịch vụ yêu cầu - và nhận - thông tin từ người dùng cho phép họ xác định tuổi của người đó. Một ví dụ, được FTC trích dẫn, bao gồm một nhà điều hành hỏi ngày sinh trên trang đăng ký của trang web có kiến thức thực tế như được xác định bởi COPPA nếu người dùng trả lời bằng một năm cho thấy họ dưới 13 tuổi. Một ví dụ khác được FTC trích dẫn là người điều hành có thể có kiến thức thực tế dựa trên câu trả lời cho các câu hỏi "xác định độ tuổi" như "Bạn đang học lớp mấy?" hoặc "Bạn học loại trường nào? (a) tiểu học; (b) trung học cơ sở; (c) trung học phổ thông; (d) đại học."
Một khoản phí nhỏ được Microsoft tính theo COPPA như một cách để xác minh sự đồng ý của cha mẹ. Khoản phí này được quyên góp cho Trung tâm Quốc gia về Trẻ em Mất tích và Bị bóc lột. [36] Tuy nhiên, Google thu một khoản phí nhỏ như một cách để xác minh ngày sinh của một người.
Trong những thay đổi có hiệu lực từ ngày 1 tháng 7 năm 2013, định nghĩa về nhà điều hành đã được cập nhật để làm rõ rằng COPPA bao gồm một trang web hoặc dịch vụ dành cho trẻ em tích hợp các dịch vụ bên ngoài, chẳng hạn như plugin hoặc mạng quảng cáo, thu thập thông tin cá nhân từ khách truy cập. Định nghĩa về trang web hoặc dịch vụ trực tuyến hướng đến trẻ em được mở rộng để bao gồm các plug-in hoặc mạng quảng cáo có kiến thức thực tế rằng họ đang thu thập thông tin cá nhân thông qua trang web hướng tới trẻ em hoặc dịch vụ trực tuyến. Các trang web và dịch vụ nhắm mục tiêu đến trẻ em như một đối tượng phụ có thể phân biệt giữa những người dùng và chỉ được yêu cầu cung cấp thông báo và nhận được sự đồng ý của phụ huynh đối với những người dùng tự nhận mình dưới 13 tuổi. Định nghĩa về thông tin cá nhân cần thông báo và đồng ý của phụ huynh trước khi thu thập hiện bao gồm "số nhận dạng liên tục" có thể được sử dụng để nhận dạng người dùng theo thời gian và trên các trang web hoặc dịch vụ trực tuyến khác nhau. Tuy nhiên, không cần thông báo và đồng ý của phụ huynh khi nhà điều hành thu thập một số nhận dạng liên tục với mục đích duy nhất là hỗ trợ hoạt động nội bộ của trang web hoặc dịch vụ trực tuyến. , video và các tệp âm thanh có chứa hình ảnh hoặc giọng nói của trẻ.
Vào ngày 19 tháng 11 năm 2015, FTC thông báo họ đã phê duyệt một phương pháp bổ sung để có được sự đồng ý của phụ huynh có thể xác minh: "đối sánh khuôn mặt với nhận dạng ảnh đã xác minh" (FMVPI). Quy trình hai bước cho phép cha mẹ gửi ID do chính phủ phê duyệt để xác thực, sau đó gửi một bức ảnh ngẫu hứng qua thiết bị di động hoặc máy ảnh web, sau đó sẽ được so sánh với ảnh trên ID

## Phạm vi toàn cầu
FTC đã khẳng định rằng COPPA áp dụng cho bất kỳ dịch vụ trực tuyến nào hướng đến người dùng Hoa Kỳ hoặc cố ý thu thập thông tin từ trẻ em ở Hoa Kỳ, bất kể quốc gia xuất xứ của dịch vụ đó là gì. Tuy nhiên, FTC hiếm khi thực hiện các hành động thực thi chống lại các công ty nước ngoài và phải đối mặt với một số thách thức thực tế khi làm như vậy. Công ty Trung Quốc ByteDance thông qua ứng dụng TikTok của họ.